# Acta de Unión (1800)

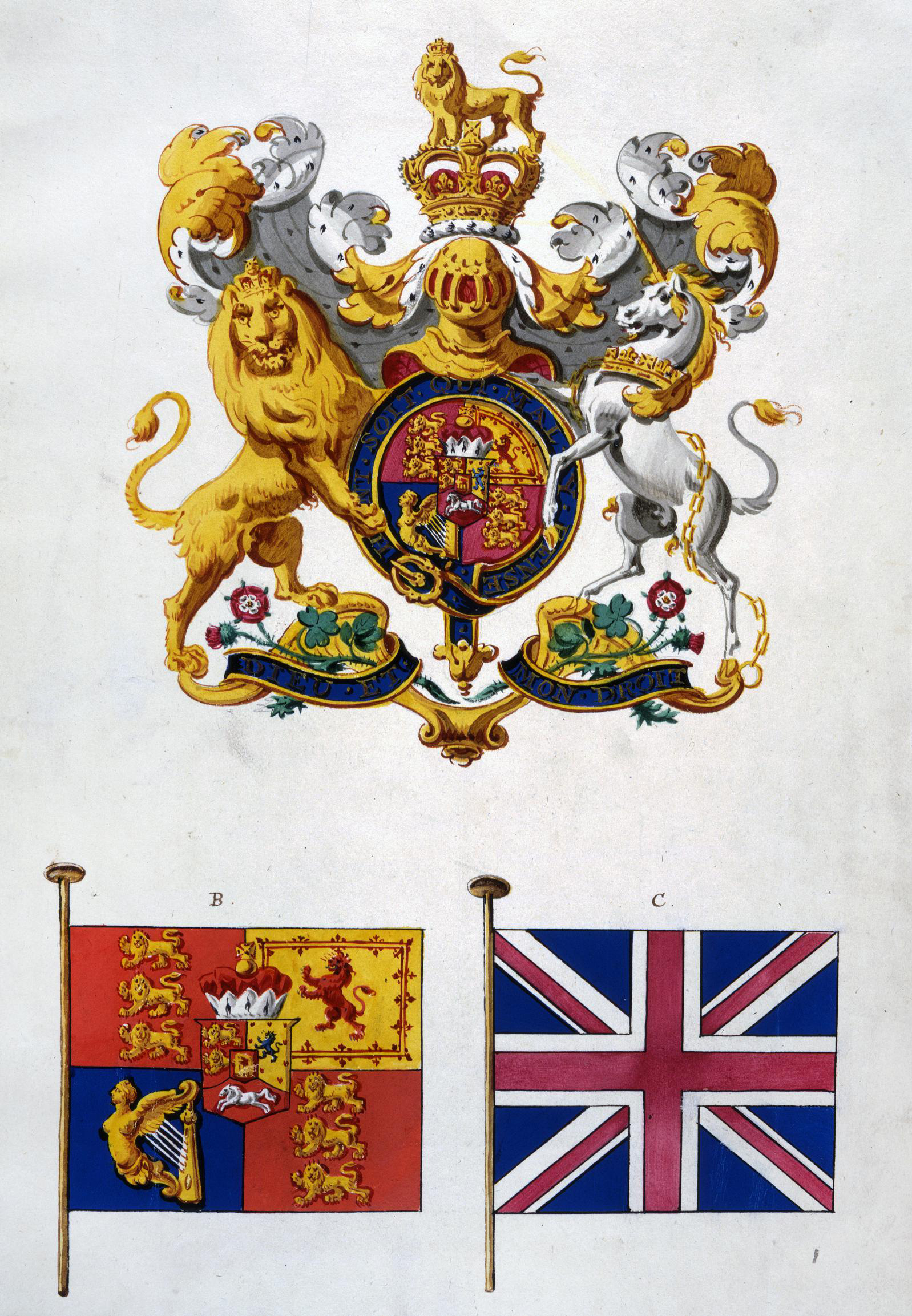
Las armas reales, el estandarte real y la bandera nacional del nuevo Reino Unido (aprobado el 5 de noviembre de 1800).

El Acta de Unión de 1800 (También denominada Acta de Unión de 1801) fue el documento que formalizó la unión del Reino Unido de Gran Bretaña y del Reino de Irlanda en un solo reino, para crear el Reino Unido de Gran Bretaña e Irlanda.
Las disposiciones de las leyes siguen en vigor, con modificaciones y algunos artículos derogados, en el Reino Unido, pero han sido derogadas en su totalidad en la República de Irlanda.

## Historia
Los irlandeses habían obtenido cierto grado de independencia en la Constitución de 1782, después de siglos de dominación inglesa. Cuando se propuso una unión en 1799, los miembros del Parlamento Irlandés la rechazaron. Sin embargo, la fuerte campaña del gobierno británico y su victoria en la Rebelión irlandesa de 1798 despejaron el camino para su aprobación en 1800. Su pase final por el parlamento de Irlanda fue un éxito ya que fue aprobado por una mayoría simple de parlamentarios, que recibieron por parte del gobierno británico el ofrecimiento de títulos de nobleza británicos, tierras y otras prebendas. Por esta fusión, 100 parlamentarios irlandeses obtuvieron escaños en la Cámara de los Comunes del Parlamento del Reino Unido. 
Parte de la atracción de la Unión para los católicos, confesión mayoritaria en Irlanda, fue que prometía la abolición de las leyes penales que discriminaban en su contra y otorgaba su emancipación civil. Como se dijo, bajo los términos del Acta de Unión, Irlanda sería representada por 100 parlamentarios, y una ventaja importante para los hijos de San Patricio era que se permitían los parlamentarios irlandeses católicos, aunque este derecho fue cancelado durante el reinado de Jorge III (quien argumentó que el beneficio iba contra su juramento), hecho durante la ceremonia de coronación, de defender la Iglesia de Inglaterra. La participación de católicos en el parlamento británico no se restablecería hasta 1829.
La unión desapareció formalmente en 1922 como resultado de la guerra de Independencia Irlandesa. Tras este evento, Irlanda quedó dividida en Irlanda del Norte y el Estado Libre Irlandés, el cual se transformó en república en abril de 1949.

## Banderas y estilos
La bandera de la Unión, creada tras la unión del Reino de Gran Bretaña e Irlanda en 1800, sigue siendo la bandera del Reino Unido. Llamada Union Jack, combinaba las banderas de la cruz de san Jorge (que se consideraba que incluía a Gales) y la cruz de san Andrés de Escocia con la cruz de san Patricio para representar a Irlanda.
Al mismo tiempo, se adoptó un nuevo título real («JORGE III por la gracia de Dios del Reino Unido de Gran Bretaña e Irlanda, Rey, Defensor de la Fe») y un nuevo escudo de armas. Al adoptarse estas medidas, las moribundas reivindicaciones inglesas al trono francés no continuaron: se abandonó el título de «rey de Francia» y se eliminó la flor de lis del estandarte real por primera vez desde la Edad Media.